# Joyful Noise (film, 2012)
Pour les articles homonymes, voir Joyful Noise.
Pour plus de détails, voir Fiche technique et Distribution.
Joyful Noise est un film musical américain écrit et réalisé par Todd Graff, sorti en salles aux États-Unis, le 23 janvier 2012.
Le film raconte l'histoire de deux femmes fortes têtes obligées de coopérer lorsque des coupes budgétaires menacent d'arrêter la chorale d'une petite ville.
Illustré par la musique de Mervyn Warren, le film a pour principaux interprètes Queen Latifah, Dolly Parton, Keke Palmer, Courtney B. Vance et Jeremy Jordan.

## Synopsis
Dans la petite ville tranquille de Pacashau, un concours de chant se prépare pour le chœur de l'église de la Divinité et toutes les chances sont de son côté. Pourtant, le conflit opposant Vi Rose et G.G. Sparrow, les deux dirigeantes aux visions opposées, risque de ternir la compétition. Et la situation va en empirant quand la fille de la première et le petit-fils de la seconde tombent amoureux.

## Fiche technique
- Titre original : Joyful Noise
- Réalisation : Todd Graff
- Scénario : Todd Graff
- Photographie : David Boyd
- Musique : Mervyn Warren
- Production : Broderick Johnson, Andrew Kosove, Michael Nathanson, Joseph Farrell, Catherine Paura
- Sociétés de production : Alcon Entertainment
- Sociétés de distribution : Warner Bros.
- Budget : 25 000 000 dollars[2]
- Box Office : $31,157,914 (Monde)
- Pays d'origine : États-Unis
- Langue originale : anglais
- Format : couleur - 35mm
- Genre : Film musical
- Durée : 118 minutes (1 h 58)
- Dates de sortie :
  -  États-Unis : 13 janvier 2012

## Distribution
(VF = Voix Française) 
- Queen Latifah (VF : Pascale Vital ; VQ : Carole Chatel) : Vi Rose Hill
- Dolly Parton (VF : Michelle Bardollet ; VQ : Diane Arcand) : G. G. Sparrow
- Keke Palmer (VF : Adeline Chetail ; VQ : Catherine Brunet) : Olivia Hill, fille de Vi et copine de Randy
- Jeremy Jordan (VF : Maxime Beaudoin ; VQ : Hugolin Chevrette) : Randy Garrity, petit fils de G. G. Sparrow et le copain d'Olivia
- Dexter Darden (VF : Gaël Kamilindi ; VQ : Maxime Desjardins) : Walter Hill, fils de Vi et frère d'olivia
- Courtney B. Vance (VF : José Luccioni ; VQ : Daniel Picard) : Pastor Dale
- Kris Kristofferson : Bernard Sparrow
- Angela Grovey (VF : Catherine Artigala): Earla Hughes, chorégraphe de la chorale
- Paul Woolfolk (VF : Jean-Michel Vaubien) : Manny, un jeune guitariste
- Francis Jue (VF : Anatole Thibault) : Ang Shu, membre de la chorale et intéressé par Earla
- Jesse L. Martin (VF : Frantz Confiac ; VQ : Thiéry Dubé) : Marcus Hill
- Andy Karl (VF : Antoine Schmousky) : Caleb, membre de la chorale
- DeQuina Moore (VF : Annie Milon) : Devonne, membre bavarde de la chorale
- Roy Huang : Justin, 2e amoureux d'Earla
- Judd Lormand : Officier Darrel Lino
- Shameik Moore : leader de la chorale Our Lady of Perpetual Tears
- Ivan Kelley Jr. : soliste de Our Lady of Perpetual Tears
- Kirk Franklin : Baylor Sykes, leader de la chorale d'une autre église
- Karen Peck : concurrente, leadeur de "Mighty High"
- Chloe Bailey : membre de Our Lady of Perpetual Tears

- Version française
  - Société de doublage : Dubbing Brothers
  - Direction artistique : Perrette Pradier
  - Adaptation des dialogues :Marina Raclot

Source VF : Carton de doublage DVD

## Bande originale
- Le film comporte 12 chansons que l'on peut retrouver dans la bande originale Joyful Noise Original Motion Picture Soundtrack, parmi lesquelles Man in The Mirror (interprétée par Keke Palmer et chanson originale de Michael Jackson), Fix Me, Jesus, In Love, Higher Medley et d'autres.
- La bande originale est interprétée par les stars du film. Dolly Parton a écrit trois chansons : "Not Enough Love", "From Here To The Moon and Back", et "He's Everything".